# Marian Cierniak
Marian Cierniak (ur. 1 lutego 1946 w Broniszewicach) – polski polityk, poseł na Sejm PRL IX kadencji.

## Życiorys
Ukończył Technikum Kolejowe w Ostrowie Wielkopolskim, gdzie od 1961 do 1976 pracował jako mistrz produkcji w Zakładach Naprawczych Taboru Kolejowego. Od 1976 był brygadzistą – ślusarzem w Hucie Katowice. Był również I sekretarzem Podstawowej Organizacji Partyjnej oraz zakładowym społecznym inspektorem pracy, a także członkiem egzekutywy Komitetu Miejskiego Polskiej Zjednoczonej Partii Robotniczej w Dąbrowie Górniczej. Od 1985 do 1989 pełnił mandat posła na Sejm PRL IX kadencji w okręgu Dąbrowa Górnicza, zasiadając w Komisji Przemysłu.
Odznaczony Srebrnym Krzyżem Zasługi oraz Medalem 40-lecia Polski Ludowej.